# 사마라강 (우크라이나)

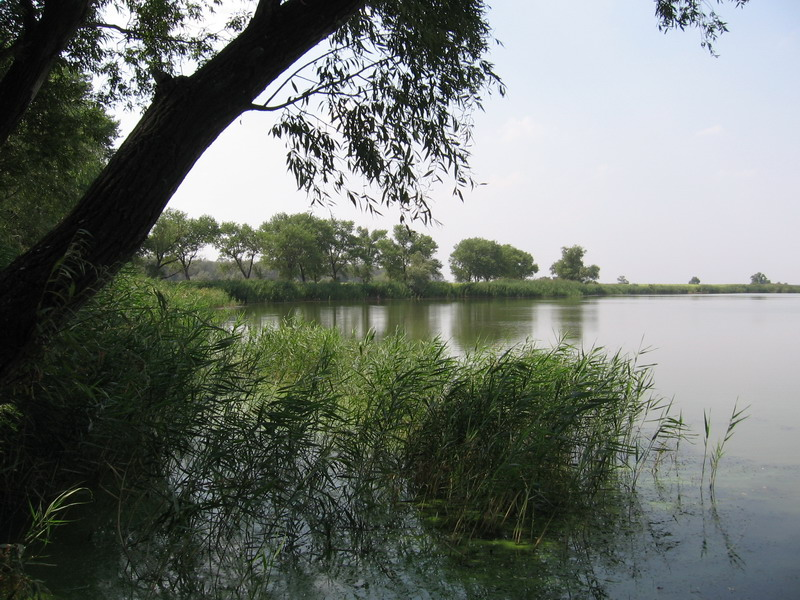

사마라강(우크라이나어: Самара)은 드니프로강의 지류이다. 드니프로가 사마라강에 접해 있다.